# Aad Struijs
Aad Struijs (Vlaardingen, 12 mei 1946 - Apeldoorn, 10 december 2004) was een Nederlandse dagbladjournalist die zich had gespecialiseerd in toerisme en recreatie in Nederland.

## Loopbaan
Struijs begon na een mislukte HBS-opleiding en een studie MO-a Nederlands (lerarenopleiding) in 1965 als freelancer bij de Rotterdamse editie van Het Parool. Een jaar later kreeg hij een vaste aanstelling als leerling-verslaggever van de Nieuwe Vlaardingsche Courant, waar hij later hoofdredacteur van werd. Op deze plek ontmoette Struijs zijn latere vrouw Ineke.
In 1973 stapte Struijs over naar de Wegener dagbladen in Apeldoorn. Hij werd daar chef van de featureredactie en chef van de redactie Binnen- en buitenland.
Struijs begon in 1985 op de redactie toerisme van de Wegener dagbladen/GPD. Daarvoor reisde hij heel de wereld over, tot hij in 1995 hartproblemen kreeg. Dat was voor hem de aanleiding om zich te specialiseren in eigen land.

## Gezondheidsproblemen en overlijden
Struijs was genomineerd om adjunct-hoofdredacteur te worden van de Wegener dagbladen in 1985. In die tijd kreeg hij voor de tweede keer last van een oogziekte. Een operatie met donoroogwit hielp, maar de Vlaardinger mocht geen uren meer achter een beeldscherm zitten en stress diende hij vanaf dan te vermijden. Dat was de belangrijkste reden dat hij op de redactie toerisme begon.
Tijdens een van zijn reizen voor de redactie toerisme (in 1995) liep Struijs een tropische ziekte op, die zijn hart ernstig verzwakte. In 2001 was de toestand van zijn belangrijkste orgaan zo verslechterd dat er een hartdefibrillator geïmplanteerd werd. Weer verdere complicaties dwongen hem niet veel later vanuit huis te gaan werken, wilde hij zijn arbeidsleven nog voortzetten. Wat hij deed.
In het najaar van 2004 werkte Struijs nog mee aan een NCRV-televisieprogramma voor de verkiezing van het mooiste plekje van Nederland. Hij was daarbij ambassadeur van Moddergat (gemeente Dongeradeel, Friesland). Struijs woonde de finale (27 november) bij vanaf de hartafdeling van het Universitair Medisch Centrum Utrecht, als lopend patiënt. De nominatie van Struijs werd tweede. Twee weken later overleed hij op 57-jarige leeftijd.

## Journalistieke prijzen
- Hans Christian Andersen Travel Writers Award
- Persprijs Toerisme - (1997)

## Boeken
- Het toppunt van Nederland: een reisgids naar de dikste boom, de scheefste toren, het kleinste museum en 1563 andere records en rariteiten (2001)
- Nederland voor nop: ruim 1900 ideeën voor een gratis dagje uit (2003)

## Aad Struijs Persprijs
In 2006 stelde TourPRess Holland de Aad Struijs Persprijs in. Dit is een jaarlijkse persprijs voor bijzondere journalistieke producties en communicatiecampagnes met als onderwerp 'reizen en toerisme'.